# Boecjusz z Dacji
Boecjusz z Dacji (Boëthius, Boecjusz z Danii) (ur. w pierwszej połowie XIII w., zm. w drugiej połowie XIII w.) – średniowieczny filozof działający na Uniwersytecie Paryskim.

## Życiorys
Powiązany z Sigerem z Brabantu, był najbardziej znanym propagatorem awerroizmu, który powstał jako interpretacja myśli Arystotelesa, dokonana przez Awerroesa. Napisał wiele ksiąg po łacinie, które zostały zgromadzone w sześciu tomach Boëthii Daci opera i wydrukowane w Kopenhadze. Zajmował się logiką, filozofią przyrody, metafizyką i etyką.
Jako przedstawiciel łacińskiego awerroizmu został w 1277 potępiony przez biskupa Étienne Tempiera. Po opuszczeniu Paryża udał się na odosobnienie w Orvieto. Następnie przystąpił do zakonu dominikanów.